# Прапор Рязанської області

Прапор Рязанської області

Прапор Рязанської області є символом Рязанської області. Прийнято 2 червня 2000 року.

## Опис
Прапор Рязанської області являє собою прямокутне полотнище зі співвідношенням сторін 2:3, подовжньо розділене на три горизонтальні смуги: білу, золотаву й червону в співвідношенні 1:2:1. На лицьовій стороні прапора в центрі середньої золотавої смуги поміщене зображення князя з герба Рязанської області.
Символіка прапора області відтворює символіку герба області, а також російські національні кольори.